# Pallouriótissa
Pallouriótissa (grec moderne : Παλλουριώτισσα) est une ancienne commune du District de Nicosie à Chypre, qui est depuis 1968 annexée par la ville de Nicosie.